# Mehbooba Mufti
Mehbooba Mufti, född 22 maj 1959 i Akhran Nowpora, Anantnag, är en indisk politiker och ledare för Jammu & Kashmir Peoples Democratic Party. Hon är sedan 2014 ledamot av Lok Sabha.